# Dwernik
Dwernik is een plaats in het Poolse district  Bieszczadzki, woiwodschap Subkarpaten. De plaats maakt deel uit van de gemeente Lutowiska en telt 160 inwoners.